# Bernardo Álvarez Afonso
Bernardo Álvarez Afonso (Breña Alta, 29 luglio 1949) è un vescovo cattolico spagnolo, dal 16 settembre 2024 vescovo emerito di San Cristóbal de La Laguna.

## Biografia
Bernardo Álvarez Afonso è nato a Breña Alta il 29 luglio 1949.

### Formazione e ministero sacerdotale
Ha frequentato la scuola primaria a Revalidas e la scuola secondaria a Santa Cruz de La Palma conseguendo il diploma nel 1967. Lo stesso anno ha iniziato gli studi di architettura tecnica all'Università di La Laguna che ha interrotto nell'ottobre del 1969 per entrare in seminario.
Ha compiuto gli ecclesiastici nel seminario diocesano di Tenerife. Nel giugno del 1987 ha conseguito il baccalaureato in teologia presso la sede di Burgos della Facoltà di Teologia della Spagna del Nord.
Il 16 luglio 1976 è stato ordinato presbitero per la diocesi di San Cristóbal de La Laguna dal vescovo Luis Franco Cascón. In seguito è stato parroco delle parrocchie di Agulo ed Hermigua (La Gomera) dal 1976 al 1980; parroco della parrocchie di San Isidro e San Pio X a Los Llanos de Aridane (La Palma) dal 1980 al 1982; parroco delle parrocchie di San Michele e di Nostra Signora del Monte Carmelo a Tazacorte (La Palma) dal 1982 al 1986; parroco della parrocchie di San Fernando Re e San Martino a Tenerife e arciprete di Ofra dal 1986 al 1987; responsabile del Movimento giovanile di Azione Cattolica; direttore spirituale del seminario minore, professore di teologia pastorale nel seminario maggiore e nel Centro di studi teologici e segretario del vicariato diocesano per la pastorale dall'ottobre del 1987 al luglio del 1992; segretario dell'assemblea diocesana dall'ottobre del 1988 al giugno del 1989 e delegato diocesano per la liturgia dall'ottobre del 1989 al luglio del 1992. Nel 1992 è stato inviato a Roma per studi. Nel 1994 ha conseguito la licenza in teologia dogmatica presso la Pontificia Università Gregoriana. Tornato in patria è stato di nuovo segretario del vicariato diocesano per la pastorale dal settembre del 1994 al maggio del 1999; responsabile del dipartimento per la catechesi degli adulti della delegazione diocesana per la catechesi dal 1994 al 1999; direttore della gazzetta ufficiale diocesana dall'ottobre del 1994 all'ottobre del 2004; segretario generale del I sinodo diocesano dal settembre del 1995 al maggio del 1999 e vicario generale dal maggio del 1999 alla nomina episcopale.
È stato anche professore di teologia dogmatica, teologia pastorale e Sacra Scrittura presso il seminario diocesano e l'Istituto di teologia per i laici della diocesi di Tenerife dal 1988; membro del consiglio consultivo del segretariato nazionale per la catechesi in rappresentanza dell'area delle Isole Canarie dall'ottobre del 1994 e collaboratore della segreteria nazionale per il clero dal 1998.
Ha predicato in diversi gruppi di esercizi spirituali per sacerdoti, religiosi, seminaristi e laici e tenuto conferenze su argomenti teologici, spirituali e pastorali.

### Ministero episcopale
Il 29 giugno 2005 papa Benedetto XVI lo ha nominato vescovo di San Cristóbal de La Laguna dopo le dimissioni rassegnate da Felipe Fernández García per motivi di salute. È il secondo vescovo originario delle Canarie, dopo monsignor Domingo Pérez Cáceres, nato a Tenerife, a governare la diocesi nivariense. Ha ricevuto l'ordinazione episcopale il 4 settembre successivo nella chiesa di Nostra Signora della Concezione di La Laguna (allora sede provvisoria della cattedra vescovile) dall'arcivescovo Manuel Monteiro de Castro, nunzio apostolico in Spagna e Andorra, coconsacranti Damián Iguacén Borau e Felipe Fernández García, vescovi emeriti di San Cristóbal de La Laguna. Durante la stessa celebrazione ha preso possesso della diocesi.
Nel marzo del 2014 ha compiuto la visita ad limina.
Lo stesso anno ha riaperto al culto la cattedrale de La Laguna, dopo dodici anni di chiusura a causa di un importante restauro.
Quello stesso anno papa Francesco ha canonizzato José de Anchieta. Il 24 aprile si è celebrata a Roma la messa di ringraziamento per la canonizzazione presieduta dal papa alla presenza del vescovo Bernardo Álvarez accompagnato da una rappresentanza canaria. José de Anchieta, nato a Tenerife e missionario in Brasile, è diventato il secondo canario ad essere canonizzato dalla Chiesa cattolica dopo Pedro de San José de Betancur nel 2002.
Il 21 dicembre 2019 ha aperto la Porta Santa della cattedrale diocesana in occasione dell'Anno giubilare per il 200º anniversario della fondazione della diocesi.
Il 16 settembre 2024 papa Francesco ha accolto la sua rinuncia, presentata pe raggiunti limiti di età, al governo pastorale della diocesi di San Cristóbal de La Laguna.
In seno alla Conferenza episcopale spagnola è presidente del comitato nazionale per il diaconato permanente dal febbraio del 2012 e membro della commissione episcopale per il clero e i seminari dal marzo 2020. In precedenza è stato membro della commissione per il clero dal 2008.

## Opere[1]

### Libri
- La Iglesia diocesana. Reflexión teológica sobre la eclesialidad de la diócesis, La Laguna (Tenerife), novembre 1996.

### Monografie
- La sinodalidad en la Iglesia. Principales presupuestos teológicos (1995).
- El  título “María Madre de la Iglesia” y sus Implicaciones eclesiologicas (1996).
- El discernimiento pastoral del ministerio sacerdotal (1998).
- El Sacramento del orden, fuente de la caridad pastoral (2000).
- En un mundo para todos, el Evangelio, ¿también para todos? (2001).
- La identidad eclesial del catequista (2002).
- Problemas y retos actuales para la transmisión de la fe (2004), in collaborazione.

## Genealogia episcopale
La genealogia episcopale è:
- Cardinale Scipione Rebiba
- Cardinale Giulio Antonio Santori
- Cardinale Girolamo Bernerio, O.P.
- Arcivescovo Galeazzo Sanvitale
- Cardinale Ludovico Ludovisi
- Cardinale Luigi Caetani
- Cardinale Ulderico Carpegna
- Cardinale Paluzzo Paluzzi Altieri degli Albertoni
- Papa Benedetto XIII
- Papa Benedetto XIV
- Papa Clemente XIII
- Cardinale Marcantonio Colonna
- Cardinale Giacinto Sigismondo Gerdil, B.
- Cardinale Giulio Maria della Somaglia
- Cardinale Carlo Odescalchi, S.I.
- Cardinale Costantino Patrizi Naro
- Cardinale Lucido Maria Parocchi
- Papa Pio X
- Papa Benedetto XV
- Papa Pio XII
- Cardinale Eugène Tisserant
- Papa Paolo VI
- Cardinale Agostino Casaroli
- Cardinale Manuel Monteiro de Castro
- Vescovo Bernardo Álvarez Afonso

## Araldica
| Stemma | Titolare                                                      | Descrizione |
|        | Bernardo Álvarez Afonso Vescovo di San Cristóbal de La Laguna | Lo stemma è diviso in quattro quarti. I due quarti superiori sono dedicati all'identità cristiana del vescovo, che, come ogni buon canario, dà particolare importanza alla devozione mariana sorta in particolare grazie all'educazione materna. Nel primo quarto vi è l'immagine della Vergine Maria con il Bambino Gesù su campo d'oro con l'iscrizione di "Madre del Buon Consiglio", un'icona che ha sempre goduto della predilezione di monsignor Álvarez Afonso dai suoi giorni da studente e sotto il cui patrocinio ha posto il suo ministero episcopale. Nel secondo campo vi sono le chiavi di San Pietro in oro su campo rosso collegate da una corda con nappine anch'esse in oro. Esse rappresentano la nascita alla fede di monsignor Álvarez Afonso. Egli infatti ha ricevuto il battesimo e l'educazione cristiana nella parrocchia di San Pietro Apostolo a Breña Alta ed è stato nominato vescovo il 29 giugno, festa dei Santi Pietro e Paolo. Con questo simbolo il vescovo comunica anche il suo solido amore filiale per la Chiesa. I due quarti inferiori inferiori sono dedicati all'identità di famiglia del vescovo. Nel terzo quarto vi è una stella a cinque punte d'argento su campo rosso. Nel quarto quarto vi sono un pino in verde e sette cuori in rosso su campo argento. Infine sulla punta dello scudo vi è il contorno geografico delle isole di Tenerife, La Palma, La Gomera ed El Hierro, che costituiscono il territorio giurisdizionale della diocesi, su campo azzurro. Questo esprime l'amore per la Chiesa di Cristo, che qui, radicata in queste isole, costituisce, come Chiesa diocesana, la comunità di credenti che è affidata a monsignor Álvarez Afonso e che egli intende amare, pascere e servire nel fede, "facendo tutto per tutti", come dice il suo motto. |